# Isochlora maculata
Isochlora maculata är en fjärilsart som beskrevs av Bang-haas 1910. Isochlora maculata ingår i släktet Isochlora och familjen nattflyn. Inga underarter finns listade i Catalogue of Life.